# Anchoa pectoralis
Anchoa pectoralis is een straalvinnige vis uit de familie van de ansjovissen (Engraulidae), orde van haringachtigen (Clupeiformes). De vis kan een lengte bereiken van 6 centimeter.

## Leefomgeving
De soort komt in zeewater en brak water voor in tropische wateren in de Atlantische Oceaan op een diepte tot 22 meter.

## Relatie tot de mens
Anchoa pectoralis is voor de visserij van geen belang. In de hengelsport wordt er weinig op de vis gejaagd.